# Monique Frey
Monique Frey (* 4. September 1965 in Baden AG) ist eine Schweizer Politikerin (Grüne). Sie war von Juni 2008 bis April 2023 Mitglied des Luzerner Kantonsrats.

## Biografie
Monique Frey ist in Birr im Kanton Aargau aufgewachsen. Ihre Mutter war Lokalredaktorin des Badener Tagblatt und der Aargauer Zeitung, ihr Vater war SVP-Gemeinderat. Sie hat die Bezirksschule Windisch und die Kantonsschule Baden besucht, bevor sie 1992 an der ETH Zürich ein Agronomiestudium abschloss. 1999 wurde sie zur Dr., dipl. Ing.-Agr. ETH promoviert. 1996 trat sie eine Stelle bei der Anicom an, der Vermarktungsorganisation der Schweizer Bauern. Sie stand während fünf Jahren dem Wohn- und Arbeitsprojekt Gemeinschaft Hard AG als Verwaltungsrätin vor, davon drei Jahre als Präsidentin. Im Jahr 2004 baute sie für Caritas Schweiz in Goražde in Bosnien-Herzegowina während eines Jahres ein Projekt in der Entwicklungszusammenarbeit auf. Derzeit arbeitet sie bei der Caritas Schweiz als Fachberaterin im Bereich Ernährungssicherheit und Märkte.
Frey lebt mit ihrem Partner in Emmen. Gemeinsam haben sie eine erwachsene Tochter.

## Politik
Frey war von 1990 bis 1996 Einwohnerrätin von Birr und von 2007 bis 2013 Einwohnerrätin von Emmen. Von 2008 bis 2019 war sie Vorstandsmitglied der Grünen Kanton Luzern (von 2008 bis 2012 als Co-Präsidentin). Von 2008 bis 2023 war sie Mitglied des Luzerner Kantonsrats,  2015 als Fraktionschefin der Grünen. Als Kantonsrätin war sie bereits Mitglied der Bildungs- und Kulturkommission sowie der Justiz- und Sicherheitskommission. Von 2015 bis 2019 war sie ausserdem Präsidentin der Redaktionskommission. Seit 2015 sitzt sie nun in der Aufsichts- und Kontrollkommission.
Bei den Schweizer Parlamentswahlen 2019 kandidiert sie für die Grünen des Kantons Luzern den Nationalrat und für den Ständerat.

## Ehrenamtliches Engagement
Frey ist Vorstandsmitglied der Luzerner Sektion des Vereins Fussverkehr Schweiz sowie von Meetpoint, dem Jugendtreff von Emmen.